# Lista das estruturas mais altas da Argentina
Esta é uma lista das estruturas mais altas da Argentina, a partir de 100 metros de altura:
| Pos | Nome                                        | Imagem | Localidade         | Província              | Altura | Conclusão     | Material       | Ref.   |
| --- | ------------------------------------------- | ------ | ------------------ | ---------------------- | ------ | ------------- | -------------- | ------ |
| 1   | Antena de Transmissão da Rádio Rivadavia AM |        | Bella Vista        | Buenos Aires           | 252 m  |               | Aço            | [ 1 ]  |
| 2   | Torre de TV eltrece                         |        | Santa Fé           | Santa Fé               | 236 m  | 1965          | Aço            | [ 2 ]  |
| 3   | Antena da Rádio Colón                       |        | San Juan           | San Juan               | 216 m  | 1942          | Aço            | [ 3 ]  |
| 4   | Antena da Rádio Nacional                    |        | Troncos del Talar  | Buenos Aires           | 215 m  |               | Aço            | [ 4 ]  |
| 5   | Antena da Rádio 10                          |        | Villa Martelli     | Buenos Aires           | 211 m  |               | Aço            | [ 5 ]  |
| 6   | Torre Espacial                              |        | Buenos Aires       | Cidade de Buenos Aires | 208 m  | 1981          | Concreto       | [ 6 ]  |
| 7   | Torre dos Canais 3 e 5                      |        | Rosário            | Santa Fé               | 202 m  | 2009          | Aço            | [ 7 ]  |
| 8   | Chaminé da Central Térmica Costanera        |        | Buenos Aires       | Cidade de Buenos Aires | 180 m  | 1952          | Concreto       | [ 8 ]  |
| 9   | Antena El Doce                              |        | Córdoba            | Córdova                | ~160 m | 1990          | Aço            | [ 9 ]  |
| 10  | Torre da Linha de Transmissão no Rio Paraná |        | Puerto Bermejo     | Chaco                  | 147 m  |               | Aço            | [ 10 ] |
| 11  | Antena de Rádio Zapala                      |        | Neuquén            | Neuquén                | 138 m  |               | Aço            | [ 11 ] |
| 12  | Parque Eólico Loma Blanca                   |        | Trelew             | Chubut                 | 125 m  | 2013          |                | [ 12 ] |
| 13  | Torre de Rádio LU4                          |        | Comodoro Rivadavia | Chubut                 | 114 m  | 1938          |                | [ 13 ] |
| 14  | Catedral de La Plata                        |        | La Plata           | Buenos Aires           | 112 m  | 1999 (torres) |                | [ 14 ] |
| 15  | Basílica de Nossa Senhora de Luján          |        | Luján              | Buenos Aires           | 109 m  | 1935 (torres) |                | [ 15 ] |
| 16  | Chaminé da Central Térmica Sorrento         |        | Rosário            | Santa Fé               | 105 m  |               |                |        |
| 17  | Farol do Bicentenário                       |        | Córdoba            | Córdova                | 102 m  | 2011          | Aço e concreto | [ 16 ] |

## Estruturas demolidas
| Nome                                            | Imagem | Localidade   | Província    | Altura | Conclusão | Demolição | Material | Ref.   |
| ----------------------------------------------- | ------ | ------------ | ------------ | ------ | --------- | --------- | -------- | ------ |
| Torre Omega Trelew                              |        | Trelew       | Chubut       | 366 m  | 1976      | 1998      | Aço      | [ 17 ] |
| Torres Maiores da Estação de Rádio Monte Grande |        | Monte Grande | Buenos Aires | 219 m  | 1924      |           |          | [ 18 ] |
| Torres Menores da Estação de Rádio Monte Grande |        | Monte Grande | Buenos Aires | 210 m  | 1924      |           |          | [ 19 ] |